# Ерзінджан (провінція)
Ерзінджа́н (тур. Erzincan) — провінція на північному сході Туреччини. Площа 11 974 км². Населення 213 538 чоловік (2007). Адміністративний центр — місто Ерзінджан. 